# Mojave-Klapperschlange
Die Mojave-Klapperschlange (Crotalus scutulatus) ist eine Art der Klapperschlangen (Crotalus), deren Verbreitungsgebiet von der Mojave-Wüste im südlichen Kalifornien und Nevada über Arizona bis nach Mexiko reicht. Sie wird aufgrund ihres hochpotenten Giftes und der relativ häufigen Bissunfälle häufig als eine der gefährlichsten Klapperschlangenarten angesehen.

## Merkmale
Die Mojave-Klapperschlange ist eine mittelgroße Klapperschlange mit einer maximalen Körperlänge von etwa einem Meter. Die typische Grundfärbung ist grünlich, olivgrün, braun, gelbbraun oder gelb mit abgewinkelten Flecken als Rückenzeichnung. Die Flecken sind im Regelfall gut gegeneinander abgegrenzt und deutlich erkennbar, wodurch sie sehr gut gegenüber der Texas-Klapperschlange (C. atrox), mit der sie häufig verwechselt wird, abgegrenzt werden kann. Der Schwanz besitzt eine Schwarz-Weiß-Streifung, bei der die weißen Streifen deutlich breiter sind als die schwarzen.

## Verbreitung und Lebensraum

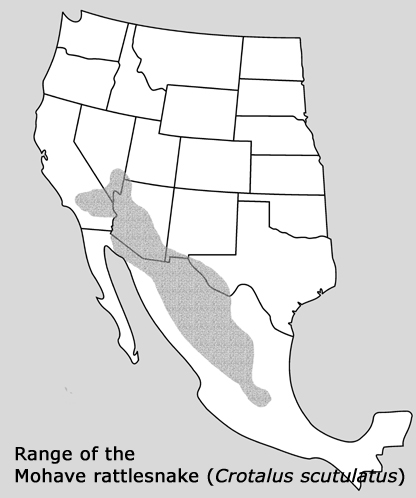
Verbreitungsgebiet der Mojave-Klapperschlange

Das Verbreitungsgebiet der Schlange erstreckt sich von der Mojave-Wüste im südlichen Kalifornien und Nevada über Arizona bis nach Mexiko und dort bis in den Süden der Bundesstaaten Puebla und Veracruz.
Der Lebensraum der Schlange ist im Norden durch trockene Sandwüsten (Mojave) gekennzeichnet. Im Süden lebt sie dagegen in steinigen, aber ebenfalls sehr trockenen Gebieten. Während sie im Norden als Tieflandart gilt, kommt sie in Mexiko bis in Höhen von 2.500 Metern vor.

## Schlangengift

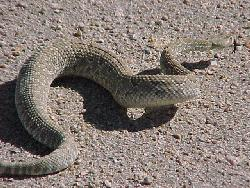
Mojave-Klapperschlange (Crotalus scutulatus)

Das Gift besteht unter anderen aus zwei sehr unterschiedlichen Bestandteilen mit unterschiedlicher Wirkung, wobei die Anteile regional variieren. Wie andere nordamerikanische Klapperschlangen besitzt sie ein Blutgift, das vor allem Gewebe zerstörende Proteine besitzt. Die Wirkung besteht entsprechend vor allem aus Gewebezerstörungen, lokalen schmerzhaften Schwellungen und hämorrhagischen Effekten. Hinzu kommen hochpotente neurotoxische Anteile, die auf das zentrale Nervensystem wirken und zu Paralyse, Schock, Ausfall von Nervenversorgungen zentraler Organe und Nierenversagen führen.

## Systematik
Aktuell werden zwei Unterarten der Mojave-Klapperschlange als valide betrachtet:
- C . s. salvini in den südlichsten Bereichen des Verbreitungsgebietes in Tlaxcala, Puebla und Veracruz
- C. s. scutulatus in den Vereinigten Staaten sowie den größten Teil des mexikanischen Verbreitungsgebietes.